# Serge Moscovici
Serge Moscovici (14. června 1925, Brăila – 16. listopadu 2014, Paříž), původním jménem Srul Hersh Moskovitch, byl rumunsko-francouzský sociální psycholog a aplikátor psychoanalytické teorie na oblast médií a sociálních skupin.

## Život
Narodil se v rumunském městě Brăila v židovské rodině. Roku 1938 byl vyloučen ze střední školy pro svůj židovský původ, neboť v Rumunsku platila silně antisemitská legislativa. Později na Západě upozornil na podíl některých prestižních rumunských intelektuálů (Emil Cioran, Mircea Eliade) na rumunském fašismu (hnutí Garda de fier). Zasažen perzekucí Moscovici roku 1939 vstoupil do rumunské komunistické strany (jeho jméno v ilegalitě bylo Kappa). Roku 1941 byl zatčen a poslán do pracovního tábora, který byl osvobozen Rudou armádou v roce 1944. Krátce na to Moscovici potkal Isidoru Isou, zakladatelku avantgardního uměleckého směru "lettrismus", s níž vydával časopis Da. Tehdy také nadšeně uvítal uchopení moci rumunskou komunistickou stranou. Brzy byl však z jejích politiků zklamán, stejně tak ho šokovaly některé antisemitské incidenty Rudé armády. Aktivně pomáhal sionistickému hnutí, což se pro něj po pádu železné opony stalo nebezpečné. V roce 1947 se proto rozhodl emigrovat do Francie, kvůli čemuž však musel strávit nějaký čas v italském uprchlickém táboře. V Paříži vystudoval psychologii na Sorbonně. Dostal se do politických sporů, pravicoví rumunští emigranti ho obviňovali (stejně jako Paula Celana) z ortodoxního komunismu, francouzští komunisté ho kritizovali za jeho kritiku stalinismu. Z radikální levice se proto stáhl, kolem roku 1968 se pak stal se jedním ze zakladatelů francouzského hnutí zelených (Les verts). Jeho syn Pierre Moscovici je známým francouzským socialistickým politikem (Parti socialiste).

## Dílo
Ve svém díle se soustředil na psychoanalytické pojetí sociální komunikace (tomuto tématu se věnoval již roku 1961 ve své první knize La psychanalyse, son image, son public, kterou psal pod vedením psychoanalytika Daniela Lagache). Navázal rovněž na Freudovu a Le Bonovu práci o davech (L'Age des foules: un traité historique de psychologie des masses). Nejvíce proslul svými příspěvky k psychologii skupin – známou se stalo jeho teorie „tiché pošty“, která popisovala, jak se ve skupinách šíří významy. Zdůrazňoval rovněž, že malé sociální skupiny mají velký vliv na majoritu a dokáží ji efektivně měnit – upozornil, že ta nejvlivnější sociální hnutí vznikla z malých uzavřených skupinek (buddhismus, křesťanství, nacismus, feminismus). V těchto názorech byl silně ovlivněn francouzským sociologem Gabrielem Tardem.